# GRRR!
『GRRR! ~グレイテスト・ヒッツ 1962 - 2012（GRRR!）』は、2012年にリリースされた、ローリング・ストーンズの3枚組（通常盤及びデラックス・エディション）コンピレーション・アルバム。40周年記念盤の『フォーティ・リックス』に次ぐ、レーベルを越えたオールタイム・ベストである。

## 概要
デビュー50周年を記念して企画されていることから、収録曲は通常盤及びデラックス・エディションで全50曲という、『フォーティ・リックス』を上回るボリュームとなっており、そのためCD3枚組という分量になっている（Blu-ray版は24bit/96KHz音声で1枚に収録）。また、『フォーティ・リックス』では収録されなかった曲も幾つか含まれている。なお、スーパー・デラックス・エディションという豪華版が設定されており、そちらはCD4枚全80曲+ボーナス5曲入りCDとボーナス4曲入り7インチシングル盤が付与している。また、「入門編」的位置づけのエントリー・エディションというバージョンもあり、こちらは2枚組である。
通常盤及びデラックス・エディションのDisc 1には、1963年のデビュー曲「カム・オン」から、1967年ごろの作品まで、Disc 2には1967年から1976年の『愚か者の涙』まで、Disc 3には、1978年の「ミス・ユー」から2005年の「ストリーツ・オブ・ラヴ」までと、2012年8月にレコーディングされた新曲「ドゥーム・アンド・グルーム」と「ワン・モア・ショット」の2曲が収録された。ちなみに「ドゥーム・アンド・グルーム」は、2014年度のグラミー賞最優秀ロック楽曲賞にノミネートされた。
ジャケットにはゴリラがあしらわれており、バンドのシンボル「リップ・アンド・タング」と組み合わされている。日本盤の初回特典として、特製ステッカーが封入された。
アルバム・チャートにおいては、イギリスでは3位、アメリカでは19位を記録した。ドイツやオーストリアでは1位を獲得している。

## 曲目

### 通常盤、デラックス・エディション
※この2つは曲目が共通している。末尾の○はモノラルでの収録。●はエディット版を収録。
Disc 1
1. カム・オン○
2. ノット・フェイド・アウェイ○
3. イッツ・オール・オーヴァー・ナウ
4. リトル・レッド・ルースター○
5. ラスト・タイム○
6. サティスファクション○
7. タイム・イズ・オン・マイ・サイド
8. 一人ぼっちの世界○
9. ハート・オブ・ストーン
10. 19回目の神経衰弱○
11. アズ・ティアーズ・ゴー・バイ○
12. 黒くぬれ!
13. アンダー・マイ・サム
14. マザー・イン・ザ・シャドウ○
15. ルビー・チューズデイ
16. 夜をぶっとばせ
17. この世界に愛を

Disc 2
1. ジャンピン・ジャック・フラッシュ
2. ホンキー・トンク・ウィメン
3. 悪魔を憐れむ歌
4. 無情の世界●
5. ギミー・シェルター
6. ストリート・ファイティング・マン
7. ワイルド・ホース
8. シーズ・ア・レインボー
9. ブラウン・シュガー
10. ハッピー
11. ダイスをころがせ
12. 悲しみのアンジー
13. ロックス・オフ
14. ドゥー・ドゥー・ドゥー… (ハートブレイカー)
15. イッツ・オンリー・ロックン・ロール●
16. 愚か者の涙●

Disc 3
1. ミス・ユー●
2. リスペクタブル
3. ビースト・オブ・バーデン●
4. エモーショナル・レスキュー●
5. スタート・ミー・アップ
6. 友を待つ
7. アンダーカヴァー・オブ・ザ・ナイト●
8. シー・ワズ・ホット
9. ストリーツ・オブ・ラヴ
10. ハーレム・シャッフル
11. ミックスト・エモーションズ●
12. ハイワイアー●
13. ラヴ・イズ・ストロング
14. エニバディ・シーン・マイ・ベイビー?●
15. ドント・ストップ●
16. ドゥーム・アンド・グルーム（新曲）
17. ワン・モア・ショット（新曲）

### スーパー・デラックス・エディション
※ベスト盤部分の曲数が増加しており、全80曲4枚組となっている。その他、ボーナスディスクとしてデビュー前のIBCスタジオでのオーディションセッションで演奏された5曲が初めて公にされ、更にBBCセッションを4曲収録した7インチシングル盤が付加されている。末尾の○はモノラルでの収録。●はエディット版を収録。
Disc 1
1. カム・オン○
2. 彼氏になりたい○
3. ノット・フェイド・アウェイ○
4. ザッツ・ハウ・ストロング・マイ・ラヴ・イズ○
5. イッツ・オール・オーヴァー・ナウ
6. リトル・レッド・ルースター○
7. ラスト・タイム○
8. サティスファクション○
9. ハート・オブ・ストーン
10. 一人ぼっちの世界○
11. シー・セッド・"イェー"○
12. アイム・フリー○
13. プレイ・ウィズ・ファイア○
14. タイム・イズ・オン・マイ・サイド
15. 19回目の神経衰弱○
16. 黒くぬれ!
17. マザー・イン・ザ・シャドウ○
18. シーズ・ア・レインボー
19. アンダー・マイ・サム
20. アウト・オブ・タイム●
21. アズ・ティアーズ・ゴー・バイ○

Disc 2
1. 夜をぶっとばせ
2. マザーズ・リトル・ヘルパー○
3. この世界に愛を
4. ダンデライオン (たんぽぽ)
5. レディ・ジェーン
6. フライト505
7. 2000光年のかなたに
8. ルビー・チューズデイ
9. ジャンピン・ジャック・フラッシュ
10. 悪魔を憐れむ歌
11. チャイルド・オブ・ザ・ムーン
12. 地の塩
13. ホンキー・トンク・ウィメン
14. ミッドナイト・ランブラー
15. ギミー・シェルター
16. ユー・ガット・ザ・シルヴァー
17. 無情の世界●
18. ストリート・ファイティング・マン
19. ワイルド・ホース

Disc 3
1. ブラウン・シュガー
2. ビッチ
3. ダイスをころがせ
4. ロックス・オフ
5. ハッピー
6. ドゥー・ドゥー・ドゥー… (ハートブレイカー)
7. 悲しみのアンジー
8. イッツ・オンリー・ロックン・ロール●
9. ダンス・リトル・シスター
10. 愚か者の涙●
11. リスペクタブル
12. ミス・ユー●
13. シャッタード
14. ファーラウェイ・アイズ
15. ビースト・オブ・バーデン●
16. エモーショナル・レスキュー●
17. ダンス (パート1)
18. 氷のように
19. 友を待つ
20. ネイバーズ

Disc 4
1. スタート・ミー・アップ
2. アンダーカヴァー・オブ・ザ・ナイト●
3. シー・ワズ・ホット
4. ハーレム・シャッフル
5. ミックスト・エモーションズ●
6. ハイワイアー●
7. オールモスト・ヒア・ユー・サイ
8. ユー・ガット・ミー・ロッキング
9. ラヴ・イズ・ストロング
10. アイ・ゴー・ワイルド
11. ライク・ア・ローリング・ストーン●
12. エニバディ・シーン・マイ・ベイビー?●
13. セイント・オブ・ミー●
14. ドント・ストップ●
15. ラフ・ジャスティス
16. レイン・フォール・ダウン●
17. ストリーツ・オブ・ラヴ
18. プランダード・マイ・ソウル
19. ドゥーム・アンド・グルーム（新曲）
20. ワン・モア・ショット（新曲）

Bonus Disc -IBC Demo Session-
1. ディドリー・ダディ
2. ロード・ランナー
3. ブライト・ライツ・ビッグ・シティ
4. ベイビー・ホワッツ・ロング
5. アイ・ウォント・トゥー・ビー・ラヴド

Bonus 7" -BBC Session-
＜Side 1＞
1. ルート66
2. コップス・アンド・ロバーズ

＜Side 2＞
1. ユー・ベター・ムーヴ・オン
2. 愛しのモナ

### エントリー・エディション
※いわゆる「ストーンズ入門編」的位置づけのバージョン。曲目はほぼ年代順に並んでいるが、Disc 2の『ハッピー』のみは例外である。末尾の○はモノラルでの収録。●はエディット版を収録。
Disc 1
1. カム・オン○
2. ノット・フェイド・アウェイ○
3. イッツ・オール・オーヴァー・ナウ
4. リトル・レッド・ルースター○
5. ラスト・タイム○
6. サティスファクション○
7. 一人ぼっちの世界○
8. アズ・ティアーズ・ゴー・バイ○
9. 19回目の神経衰弱○
10. マザー・イン・ザ・シャドウ○
11. 黒くぬれ!
12. 夜をぶっとばせ
13. ルビー・チューズデイ
14. ジャンピン・ジャック・フラッシュ
15. ストリート・ファイティング・マン
16. 悪魔を憐れむ歌
17. ホンキー・トンク・ウィメン
18. 無情の世界●
19. ギミー・シェルター
20. ワイルド・ホース

Disc 2
1. ブラウン・シュガー
2. ダイスをころがせ
3. イッツ・オンリー・ロックン・ロール●
4. 悲しみのアンジー
5. 愚か者の涙●
6. ビースト・オブ・バーデン●
7. ミス・ユー●
8. リスペクタブル
9. エモーショナル・レスキュー●
10. スタート・ミー・アップ
11. 友を待つ
12. ハッピー
13. アンダーカヴァー・オブ・ザ・ナイト●
14. ハーレム・シャッフル
15. ミックスト・エモーションズ●
16. ラヴ・イズ・ストロング
17. エニバディ・シーン・マイ・ベイビー?●
18. ドント・ストップ●
19. ドゥーム・アンド・グルーム（新曲）
20. ワン・モア・ショット（新曲）